# 虞公著夫婦合葬墓
虞公著夫婦合葬墓位於四川省眉山市彭山縣，文物遺址年代判定為南宋。2007年6月1日公佈為四川省第七批文物保護單位。